# Bộ Cá đuối điện
Bộ Cá đuối điện (danh pháp khoa học: Torpediniformes) là một bộ cá sụn. Chúng được biết tới vì khả năng phát điện, với hiệu điện thế từ 8 đến 220 vôn, có thể dùng để làm bất tỉnh con mồi hay để tự vệ, tùy thuộc vào loài. Có 69 loài được chia ra hai họ.
Các thành viên được biết đến nhiều nhất thuộc chi Torpedo. Tên của chi này xuất phát từ tiếng Latin torpere, nghĩa là "làm tê liệt" hoặc "làm cứng đờ".

## Với con người
Khả năng phát điện của cá đuối điện đã được biết đến từ thời cổ đại. Người Hy Lạp dùng cá đuối điện để làm tê sự đau đớn vì sinh con. Dòng điện của cá đuối điện thông thường đã được một thầy thuốc La Mã là Scribonius Largus ghi nhận có tác dụng chữa bệnh đau nhức đầu và gout trong cuốn sách của ông mang tựa Compositiones Medicae vào năm 46.

## Phân loại
Khoảng 60 loài cá đuối điện được nhóm thành 12 chi trong 2 họ.
- Họ Narcinidae
  - Phân họ Narcininae = Narcinidae sensu stricto
    - Chi Benthobatis: 4 loài.
    - Chi Diplobatis: 4 loài.
    - Chi Discopyge: 2 loài.
    - Chi Narcine: 20 loài.

  - Phân họ Narkinae = Narkidae
    - Chi Crassinarke: 1 loài (Crassinarke dormitor).
    - Chi Electrolux: 1 loài (Electrolux addisoni).
    - Chi Heteronarce: 4 loài.
    - Chi Narke: 3 loài.
    - Chi Temera: 1 loài (Temera hardwickii).
    - Chi Typhlonarke: 2 loài.
- Họ Torpedinidae 
  - Phân họ Hypninae = Hypnidae
    - Chi Hypnos: 1 loài (Hypnos monopterygius).

  - Phân họ Torpedininae = Torpedinidae sensu stricto
    - Chi Torpedo: 22 loài.

## Một số loài cá đuối điện
- Torpedo sinusperisici
- Torpedo nobiliana
- Torpedo californica
- Narcine brasiliensis
- Typhlonarke aysoni

## Tại Việt Nam
Ở Việt Nam có các loài sau
- Narcine brevilabiata: Cá đuối điện mũi hếch.
- Narcine lingula: Cá nức.
- Narcine maculata: Cá đuối điện chấm.
- Narcine prodorsalis: Cá đuối điện đốm.
- Narcine timlei: Cá thụt.
- Narke dipterygia: Cá đuối điện chấm trắng.
- Narke japonica: Cá đuối điện Nhật Bản.
- Temera hardwickii: Cá đuối điện.

Loài cá đuối điện Bắc Bộ (Narcine tonkinensis) được ghi trong Sách đỏ Việt Nam, nhưng không thấy ghi nhận trong FishBase.